# إميل-جوليس دوبويس
إميل-جوليس دوبويس هو طبيب وسياسي فرنسي، ولد في 28 ديسمبر 1853 في سان ليونار دو نوبلا في فرنسا، وتوفي في 7 مايو 1904 في باريس في فرنسا. انتخب municipal councillor of Paris ‏ وانتخب Member of parliament for the Seine ‏ (1898 – 1904).

## وصلات خارجية
- إميل-جوليس دوبويس على موقع ميوزك برينز (الإنجليزية)